# Liste der denkmalgeschützten Objekte in Veľké Leváre
Die Liste der denkmalgeschützten Objekte in Veľké Leváre enthält die 44 nach slowakischen Denkmalschutzvorschriften geschützten Objekte in der Gemeinde Veľké Leváre im Okres Malacky.

## Denkmäler
| Foto |                 | Denkmal / č. ÚZPF                                                         | Standort / Konskr. Nr.                                                                | Offizielle Beschreibung               | Beschreibung | Metadaten                                                             |
| ---- | --------------- | ------------------------------------------------------------------------- | ------------------------------------------------------------------------------------- | ------------------------------------- | ------------ | --------------------------------------------------------------------- |
| ja   | Datei hochladen | Gebäude in regionaltypischem Baustil(sk) Habaner Hof ObjektID: 106-2193/0 | Habánsky dvor 59, Standort KG: Velké Leváre Konskr.Nr.: 59                            | tehla nepálená                        |              | č. NKP: 106-2193/0 Stand des NKP: 2012-02-08 Name: DOM ĽUDOVÝ         |
| ja   | Datei hochladen | Gebäude in regionaltypischem Baustil(sk) Habaner Hof ObjektID: 106-2194/0 | Habánsky dvor 62, Standort KG: Velké Leváre Konskr.Nr.: 62                            | tehla nepálená                        |              | č. NKP: 106-2194/0 Stand des NKP: 2012-02-08 Name: DOM ĽUDOVÝ         |
| ja   | Datei hochladen | Gebäude in regionaltypischem Baustil(sk) Habaner Hof ObjektID: 106-2195/0 | Habánsky dvor 64, Standort KG: Velké Leváre Konskr.Nr.: 64                            | tehla nepálená                        |              | č. NKP: 106-2195/0 Stand des NKP: 2012-02-08 Name: DOM ĽUDOVÝ         |
| ja   | Datei hochladen | Gebäude in regionaltypischem Baustil(sk) Habaner Hof ObjektID: 106-2196/0 | Habánsky dvor 67, Standort KG: Velké Leváre Konskr.Nr.: 67                            | tehla nepálená                        |              | č. NKP: 106-2196/0 Stand des NKP: 2012-02-08 Name: DOM ĽUDOVÝ         |
| ja   | Datei hochladen | Gebäude in regionaltypischem Baustil(sk) Habaner Hof ObjektID: 106-2197/0 | Habánsky dvor 68, Standort KG: Velké Leváre Konskr.Nr.: 68                            | tehla nepálená                        |              | č. NKP: 106-2197/0 Stand des NKP: 2012-02-08 Name: DOM ĽUDOVÝ         |
| ja   | Datei hochladen | Kapelle(sk) Habaner Hof ObjektID: 106-760/0                               | Habánsky dvor 69 (pri dome c.69) Standort KG: Velké Leváre Konskr.Nr.: 69             |                                       |              | č. NKP: 106-760/0 Stand des NKP: 2012-02-08 Name: KAPLNKA             |
| BW   | Datei hochladen | Grabstein(sk) Habaner Hof ObjektID: 106-11484/15                          | Habánsky dvor 69 (záhrada habánskej kaplnky) Standort KG: Velké Leváre Konskr.Nr.: 69 | kamenný nápis I E Ad7 2 2             |              | č. NKP: 106-11484/15 Stand des NKP: 2012-02-08 Name: NÁHROBNÍK XV.    |
| BW   | Datei hochladen | Grabstein(sk) Habaner Hof ObjektID: 106-11484/16                          | Habánsky dvor 69 (záhrada habánskej kaplnky) Standort KG: Velké Leváre Konskr.Nr.: 69 | kamenný nápis Ad7 FK 58               |              | č. NKP: 106-11484/16 Stand des NKP: 2012-02-08 Name: NÁHROBNÍK XVI.   |
| BW   | Datei hochladen | Grabstein(sk) Habaner Hof ObjektID: 106-11484/17                          | Habánsky dvor 69 (záhrada habánskej kaplnky) Standort KG: Velké Leváre Konskr.Nr.: 69 | kamenný nápis MA 1730                 |              | č. NKP: 106-11484/17 Stand des NKP: 2012-02-08 Name: NÁHROBNÍK XVII.  |
| BW   | Datei hochladen | Grabstein(sk) Habaner Hof ObjektID: 106-11484/18                          | Habánsky dvor 69 (záhrada habánskej kaplnky) Standort KG: Velké Leváre Konskr.Nr.: 69 | kamenný nápis 1736 T K                |              | č. NKP: 106-11484/18 Stand des NKP: 2012-02-08 Name: NÁHROBNÍK XVIII. |
| BW   | Datei hochladen | Grabstein(sk) Habaner Hof ObjektID: 106-11484/19                          | Habánsky dvor 69 (záhrada habánskej kaplnky) Standort KG: Velké Leváre Konskr.Nr.: 69 | kamenný bez nápisu                    |              | č. NKP: 106-11484/19 Stand des NKP: 2012-02-08 Name: NÁHROBNÍK XIX.   |
| ja   | Datei hochladen | Gebäude in regionaltypischem Baustil(sk) Habaner Hof ObjektID: 106-2198/0 | Habánsky dvor 70,71, Standort KG: Velké Leváre Konskr.Nr.: 70,71                      | tehla nepálená                        |              | č. NKP: 106-2198/0 Stand des NKP: 2012-02-08 Name: DOM ĽUDOVÝ         |
| ja   | Datei hochladen | Gebäude in regionaltypischem Baustil(sk) Habaner Hof ObjektID: 106-2199/0 | Habánsky dvor 72, Standort KG: Velké Leváre Konskr.Nr.: 72                            | tehla nepálená                        |              | č. NKP: 106-2199/0 Stand des NKP: 2012-02-08 Name: DOM ĽUDOVÝ         |
| BW   | Datei hochladen | Gebäude in regionaltypischem Baustil(sk) Habaner Hof ObjektID: 106-2200/0 | Habánsky dvor 73, Standort KG: Velké Leváre Konskr.Nr.: 73                            | tehla nepálená                        |              | č. NKP: 106-2200/0 Stand des NKP: 2012-02-08 Name: DOM ĽUDOVÝ         |
|      | Datei hochladen | Gebäude in regionaltypischem Baustil(sk) Habaner Hof ObjektID: 106-2201/0 | Habánsky dvor 75, KG: Velké Leváre Konskr.Nr.: 75                                     | tehla nepálená                        |              | č. NKP: 106-2201/0 Stand des NKP: 2012-02-08 Name: DOM ĽUDOVÝ         |
| ja   | Datei hochladen | Gebäude in regionaltypischem Baustil(sk) Habaner Hof ObjektID: 106-759/0  | Habánsky dvor 78, Standort KG: Velké Leváre Konskr.Nr.: 78                            | murovaný Izerov dom                   |              | č. NKP: 106-759/0 Stand des NKP: 2012-02-08 Name: DOM ĽUDOVÝ          |
| ja   | Datei hochladen | Gebäude in regionaltypischem Baustil(sk) Habaner Hof ObjektID: 106-2202/0 | Habánsky dvor 79, Standort KG: Velké Leváre Konskr.Nr.: 79                            | tehla nepálená                        |              | č. NKP: 106-2202/0 Stand des NKP: 2012-02-08 Name: DOM ĽUDOVÝ         |
| ja   | Datei hochladen | Gebäude in regionaltypischem Baustil(sk) Habaner Hof ObjektID: 106-2203/0 | Habánsky dvor 80, Standort KG: Velké Leváre Konskr.Nr.: 80                            | tehla nepálená                        |              | č. NKP: 106-2203/0 Stand des NKP: 2012-02-08 Name: DOM ĽUDOVÝ         |
| ja   | Datei hochladen | Gebäude in regionaltypischem Baustil(sk) Habaner Hof ObjektID: 106-2204/0 | Habánsky dvor 81, Standort KG: Velké Leváre Konskr.Nr.: 81                            | tehla nepálená Habánsky dom           |              | č. NKP: 106-2204/0 Stand des NKP: 2012-02-08 Name: DOM ĽUDOVÝ         |
| ja   | Datei hochladen | Gebäude in regionaltypischem Baustil(sk) Habaner Hof ObjektID: 106-2205/0 | Habánsky dvor 82, Standort KG: Velké Leváre Konskr.Nr.: 82                            | tehla nepálená                        |              | č. NKP: 106-2205/0 Stand des NKP: 2012-02-08 Name: DOM ĽUDOVÝ         |
| ja   | Datei hochladen | Gebäude in regionaltypischem Baustil(sk) Habaner Hof ObjektID: 106-2206/0 | Habánsky dvor 83,84, Standort KG: Velké Leváre Konskr.Nr.: 83,84                      | tehla nepálená                        |              | č. NKP: 106-2206/0 Stand des NKP: 2012-02-08 Name: DOM ĽUDOVÝ         |
| ja   | Datei hochladen | Gebäude in regionaltypischem Baustil(sk) Habaner Hof ObjektID: 106-2207/0 | Habánsky dvor 85, Standort KG: Velké Leváre Konskr.Nr.: 85                            | tehla nepálená                        |              | č. NKP: 106-2207/0 Stand des NKP: 2012-02-08 Name: DOM ĽUDOVÝ         |
| ja   | Datei hochladen | Gebäude in regionaltypischem Baustil(sk) Habaner Hof ObjektID: 106-2208/0 | Habánsky dvor 86, Standort KG: Velké Leváre Konskr.Nr.: 86                            | tehla nepálená                        |              | č. NKP: 106-2208/0 Stand des NKP: 2012-02-08 Name: DOM ĽUDOVÝ         |
| ja   | Datei hochladen | Gebäude in regionaltypischem Baustil(sk) Habaner Hof ObjektID: 106-2210/0 | Habánsky dvor 98 (v hlbke parcely) KG: Velké Leváre Konskr.Nr.: 98                    | tehla nepálená                        |              | č. NKP: 106-2210/0 Stand des NKP: 2012-02-08 Name: DOM ĽUDOVÝ         |
| ja   | Datei hochladen | Gebäude in regionaltypischem Baustil(sk) Habaner Hof ObjektID: 106-2211/0 | Habánsky dvor 99, KG: Velké Leváre Konskr.Nr.: 99                                     | tehla nepálená                        |              | č. NKP: 106-2211/0 Stand des NKP: 2012-02-08 Name: DOM ĽUDOVÝ         |
| ja   | Datei hochladen | Gebäude in regionaltypischem Baustil(sk) Habaner Hof ObjektID: 106-2212/0 | Habánsky dvor 100,101, Standort KG: Velké Leváre Konskr.Nr.: 100,101                  | tehla nepálená                        |              | č. NKP: 106-2212/0 Stand des NKP: 2012-02-08 Name: DOM ĽUDOVÝ         |
| BW   | Datei hochladen | Schloss(sk) ObjektID: 106-761/1                                           | Pinelova ul. 759 (V strede obce) Standort KG: Velké Leváre Konskr.Nr.: 759            |                                       |              | č. NKP: 106-761/1 Stand des NKP: 2012-02-08 Name: KAŠTIEĽ             |
|      | Datei hochladen | Park(sk) ObjektID: 106-761/2                                              | Pinelova ul. 759 (V strede obce) KG: Velké Leváre Konskr.Nr.: 759                     |                                       |              | č. NKP: 106-761/2 Stand des NKP: 2012-02-08 Name: PARK                |
| ja   | Datei hochladen | Kirche(sk) ObjektID: 106-763/0                                            | SNP ul. 151, Standort KG: Velké Leváre Konskr.Nr.: 151                                | r.k.Mena P.M.                         |              | č. NKP: 106-763/0 Stand des NKP: 2012-02-08 Name: KOSTOL              |
|      | Datei hochladen | Pranger(sk) ObjektID: 106-762/0                                           | SNP ul. (Pred kostolom) KG: Velké Leváre Konskr.Nr.:                                  |                                       |              | č. NKP: 106-762/0 Stand des NKP: 2012-02-08 Name: PRANIER             |
| BW   | Datei hochladen | Grabstein(sk) ObjektID: 106-11484/1                                       | Stefánikova ul. (areál obecného úradu) Standort KG: Velké Leváre Konskr.Nr.: 747      | kamenný nápis 1730                    |              | č. NKP: 106-11484/1 Stand des NKP: 2012-02-08 Name: NÁHROBNÍK I.      |
|      | Datei hochladen | Grabstein(sk) ObjektID: 106-11484/2                                       | Stefánikova ul. (areál obecného úradu) KG: Velké Leváre Konskr.Nr.: 747               | kamenný nápis KARV 1732 Sen 1 6 febre |              | č. NKP: 106-11484/2 Stand des NKP: 2012-02-08 Name: NÁHROBNÍK II.     |
|      | Datei hochladen | Grabstein III(sk) ObjektID: 106-11484/3                                   | Stefánikova ul. (areál obecného úradu) KG: Velké Leváre Konskr.Nr.: 747               | kamenný nápis I G 1733                |              | č. NKP: 106-11484/3 Stand des NKP: 2012-02-08 Name: NÁHROBNÍK III.    |
|      | Datei hochladen | Grabstein(sk) ObjektID: 106-11484/4                                       | Stefánikova ul. (areál obecného úradu) KG: Velké Leváre Konskr.Nr.: 747               | kamenný nápis G S 1736                |              | č. NKP: 106-11484/4 Stand des NKP: 2012-02-08 Name: NÁHROBNÍK IV.     |
|      | Datei hochladen | Grabstein(sk) ObjektID: 106-11484/5                                       | Stefánikova ul. (areál obecného úradu) KG: Velké Leváre Konskr.Nr.: 747               | kamenný nápis W W 1736                |              | č. NKP: 106-11484/5 Stand des NKP: 2012-02-08 Name: NÁHROBNÍK V.      |
|      | Datei hochladen | Grabstein(sk) ObjektID: 106-11484/6                                       | Stefánikova ul. (areál obecného úradu) KG: Velké Leváre Konskr.Nr.: 747               | kamenný nápis I R 1745                |              | č. NKP: 106-11484/6 Stand des NKP: 2012-02-08 Name: NÁHROBNÍK VI.     |
|      | Datei hochladen | Grabstein(sk) ObjektID: 106-11484/7                                       | Stefánikova ul. (areál obecného úradu) KG: Velké Leváre Konskr.Nr.: 747               | kamenný nápisIVSEF CSCHETERLE 1749 T  |              | č. NKP: 106-11484/7 Stand des NKP: 2012-02-08 Name: NÁHROBNÍK VII.    |
|      | Datei hochladen | Grabstein(sk) ObjektID: 106-11484/8                                       | Stefánikova ul. (areál obecného úradu) KG: Velké Leváre Konskr.Nr.: 747               | kamenný nápisGERGEL KELER 1751        |              | č. NKP: 106-11484/8 Stand des NKP: 2012-02-08 Name: NÁHROBNÍK VIII.   |
|      | Datei hochladen | Grabstein(sk) ObjektID: 106-11484/9                                       | Stefánikova ul. (areál obecného úradu) KG: Velké Leváre Konskr.Nr.: 747               | kamenný nápis K S 1760                |              | č. NKP: 106-11484/9 Stand des NKP: 2012-02-08 Name: NÁHROBNÍK IX.     |
|      | Datei hochladen | Grabstein(sk) ObjektID: 106-11484/10                                      | Stefánikova ul. (areál obecného úradu) KG: Velké Leváre Konskr.Nr.: 747               | kamenný nápis ANO 17+61 K*E I E       |              | č. NKP: 106-11484/10 Stand des NKP: 2012-02-08 Name: NÁHROBNÍK X.     |
|      | Datei hochladen | Grabstein(sk) ObjektID: 106-11484/11                                      | Stefánikova ul. (areál obecného úradu) KG: Velké Leváre Konskr.Nr.: 747               | kamenný nápis nezistený (malta)       |              | č. NKP: 106-11484/11 Stand des NKP: 2012-02-08 Name: NÁHROBNÍK XI.    |
|      | Datei hochladen | Grabstein(sk) ObjektID: 106-11484/12                                      | Stefánikova ul. (areál obecného úradu) KG: Velké Leváre Konskr.Nr.: 747               | kamenný nápis necitatelný             |              | č. NKP: 106-11484/12 Stand des NKP: 2012-02-08 Name: NÁHROBNÍK XII.   |
|      | Datei hochladen | Grabstein(sk) ObjektID: 106-11484/13                                      | Stefánikova ul. (areál obecného úradu) KG: Velké Leváre Konskr.Nr.: 747               | kamenný nápis nezistený (malta)       |              | č. NKP: 106-11484/13 Stand des NKP: 2012-02-08 Name: NÁHROBNÍK XIII.  |
|      | Datei hochladen | Grabstein(sk) ObjektID: 106-11484/14                                      | Stefánikova ul. (areál obecného úradu) KG: Velké Leváre Konskr.Nr.: 747               | kamenný bez nápisu                    |              | č. NKP: 106-11484/14 Stand des NKP: 2012-02-08 Name: NÁHROBNÍK XIV.   |

## Legende
Die Tabelle enthält im Einzelnen folgende Informationen:
| Foto:                    | Fotografie des Denkmals. |
| Denkmal / č. ÚZPF:       | Die Übersetzung der Bezeichnung des Denkmals, wie sie vom Slowakischen Denkmalamt (Pamiatkový úrad Slovenskej republiky) verwendet wird. Die Originalbezeichnung ist unter dem Fragezeichen angegeben. Fehlt die Übersetzung, so wird die Originalbezeichnung direkt angezeigt. Weiters ist die Objekt-Identifikationsnummer (Objekt ID) angeführt. Sie ist die offizielle, in der Slowakei eindeutige Nummer č. ÚZPF inklusive der zugehörigen Zählnummer, wie sie in den Daten des Denkmalamtes angegeben wird. Da diese nur innerhalb eines Landkreises gezählt wird, ist dessen Nummer der Denkmalnummer vorangestellt. |
| Standort:                | Wenn in der Liste vorhanden, ist die Adresse angegeben. In Klammern kann sich noch eine zusätzliche Adresse befinden, wenn es beispielsweise ein Eckhaus ist. Bei freistehenden Objekten ohne Adresse (zum Beispiel bei Bildstöcken) ist eine Adresse angegeben, die in der Nähe des Objekts liegt. Durch Aufruf des Links Standort wird die Lage des Denkmals in verschiedenen Kartenprojekten angezeigt. Darunter sind die Katastralgemeinde (KG) und, wenn vorhanden, die Konskriptionsnummer (Konskr. Nr.) angegeben.                                                                                                   |
| Offizielle Beschreibung: | Es ist die Kurzbeschreibung auf Slowakisch, wie sie in den offiziellen Listen angegeben ist, eingetragen. |
| Beschreibung:            | Kurze Angaben zum Denkmal auf Deutsch. |
| Metadaten:               | Zusätzlich werden, wenn in den persönlichen Einstellungen das Helferlein Dauerhaftes Einblenden von Metadaten aktiviert ist, ebensolche angezeigt. |

- Karte mit allen Koordinaten:
- OSM |
- WikiMap